# Marthe et Marie Madeleine (Vouet)
Pour les articles homonymes, voir Marthe et Marie-Madeleine.
Marthe et Marie Madeleine est un tableau réalisé par le peintre français Simon Vouet vers 1621, pendant sa période romaine. Cette huile sur toile de format horizontal est une peinture chrétienne qui constitue une variation sur un passage du Nouveau Testament au cours duquel Jésus-Christ visite Marthe et Marie de Béthanie, que le titre confond avec Marie Madeleine. Elle représente Marthe faisant des reproches à sa sœur alors que celle-ci, à sa toilette, se coiffe face à un miroir. Acquise en 1649, l'œuvre est conservée au musée d'Histoire de l'art de Vienne, à Vienne, en Autriche.